# سيف غزال
سيف غزال لاعب كرة قدم تونسي لعب لنادى النجم الرياضى الساحلى قي بطولات الأندية الأفريقية وكأس العالم للأندية باليابان.

## روابط خارجية
- سيف غزال على موقع الاتحاد الدولي (مؤرشف)  (الإنجليزية)
- سيف غزال على موقع الاتحاد الأوربي (الإنجليزية)
- سيف غزال على موقع قاعدة بيانات كرة القدم.إي يو (الإنجليزية)
- سيف غزال على موقع ناشيونال فوتبول تيمز (الإنجليزية)
- سيف غزال على موقع عالم كرة القدم.نت (الإنجليزية)
- سيف غزال على موقع كووورة